# Sociedad de Estudios Históricos de Navarra
La Sociedad de Estudios Históricos de Navarra (SEHN) es una sociedad sin ánimo de lucro creada por historiadores, o personas vinculadas con el tema, en Navarra en 1988 cuyo objetivo es «el estudio, promoción y difusión de la Historia de Navarra». Está compuesta por un gran número de docentes (principalmente en universidades, colegios e institutos de enseñanzas medias y de bachillerato), investigadores, bibliotecarios y archiveros, y profesionales de otras entidades vinculadas con «el pasado histórico de Navarra». Entre las actividades que organizan destaca especialmente la celebración cada cuatro años, desde 1988, del Congreso General de Historia de Navarra como lugar de encuentro donde exponer y comunicar el statu quo y los avances de la investigación científica sobre los temas relacionados con su objetivo.

## Historia de la sociedad
Durante la celebración del Primer Congreso General de Historia de Navarra, en 1986, se gestó la creación de la sociedad que culminó dos años más tarde, el 7 de mayo de 1988 tras una reunión en la UNED de Pamplona de 60 historiadores presentes junto a otros 10 que lo hicieron por escrito. En aquella reunión se votó la lista única presentada saliendo Juan José Sayas (presidente), Ángel Martín Duque (vicepresidente), Araceli Martínez-Peñuela (secretaria), Carmen Jusué (tesorera) así como nueve vocales: Mª Carmen Lacarra, Mª Ángeles Mezquíriz, Carlos Idoate, Mª Amor Beguiristáin, Carmen Orcástegui, Alfredo Floristán, José Andrés Gallego, Juan Jesús Virto e Ignacio Arana. La primera tarea encomendada a esta junta fue la organización, a dos años vista, del II Congreso General de Historia de Navarra para la última semana de septiembre. La sede de la sociedad está en Pamplona. 
Desde su nacimiento la Sociedad de Estudios Históricos de Navarra se marcó por objeto «el estudio, promoción y difusión de la Historia de Navarra».
En 2013, con ocasión de sus 25 años, según informaba a los medios, contaba con 174 socios.

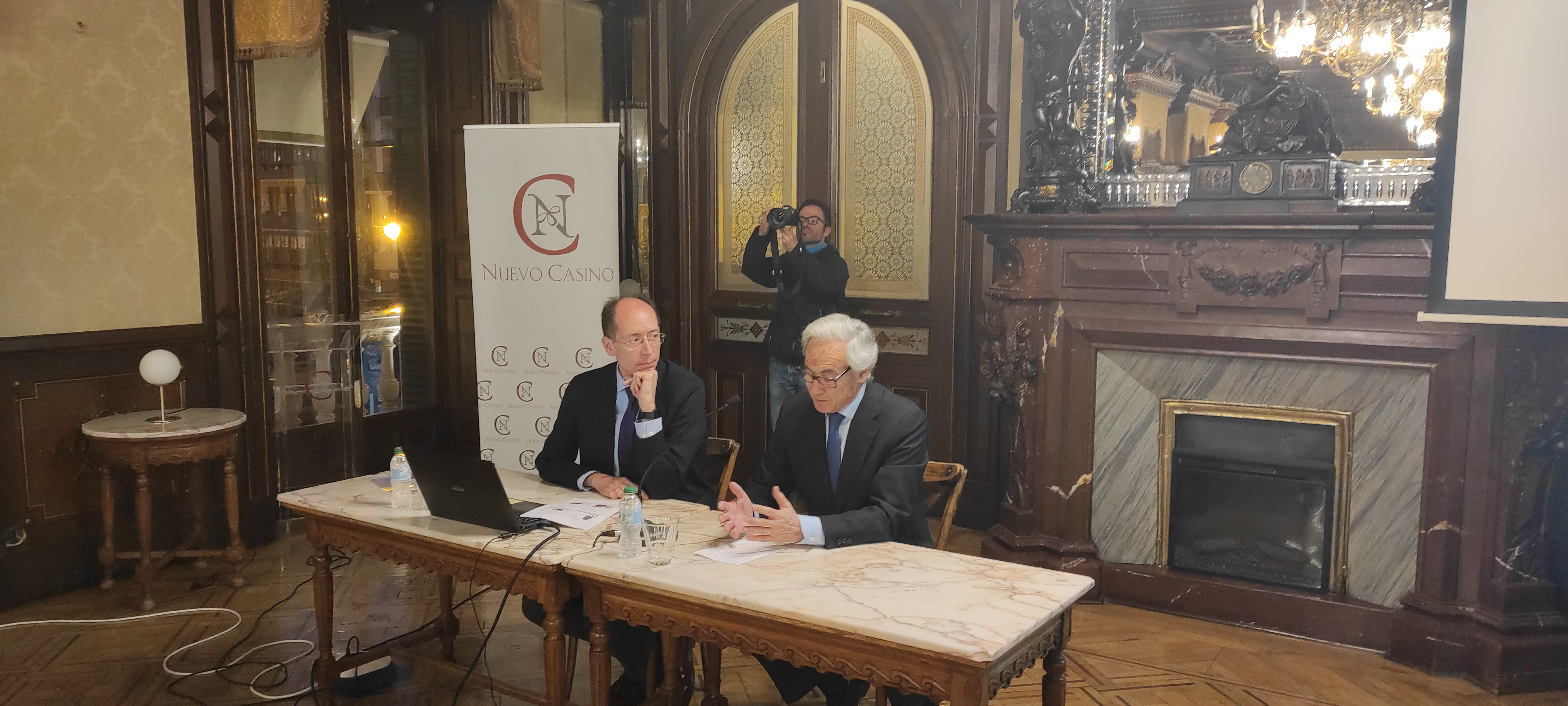
Presidentes entrante (Javier Andreu Pintado, a la izquierda) y saliente (Agustín González Enciso) de la Sociedad de Estudios Históricos de Navarra.

### Presidentes
La relación de presidentes es:
- Ángel Martín Duque, presidente constituyente (1986-1988).
- Juan José Sayas Abengoechea (1988-1990).
- Luis Javier Fortún Pérez de Ciriza (1990-1993).
- Ignacio Arana Pérez (1993-1995).[5]
- José Luis Ramírez Sádaba (1995-2003).
- Mercedes Galán Lorda (2003-2011).
- Pedro Lozano Bartolozzi (2011-2018).[6]
- Pilar Andueza Unanua (2018-2021).[7]
- Agustín González Enciso (2021-2024).
- Javier Andreu Pintado (2024-)[8]

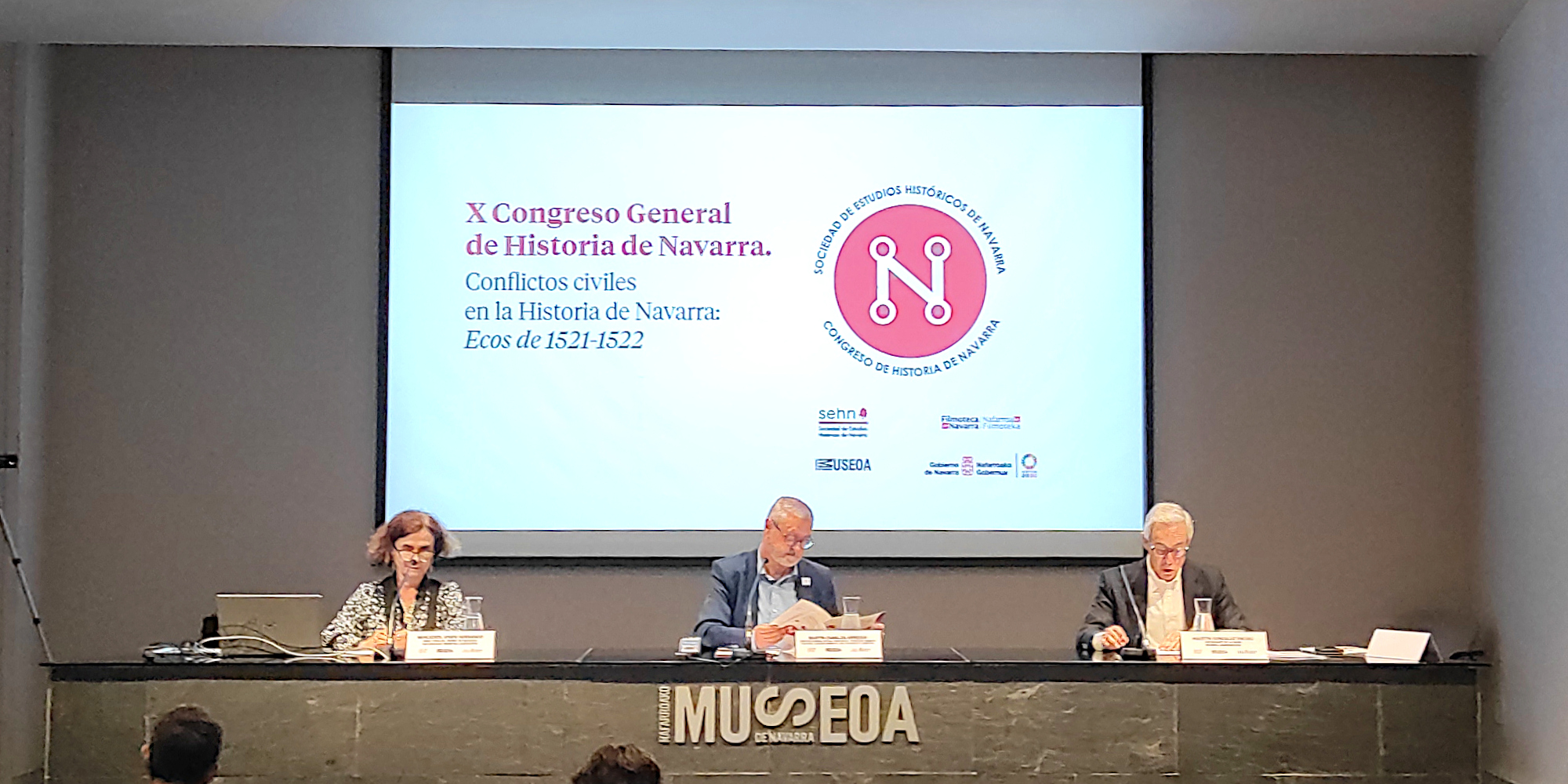
Apertura del X Congreso General de Historia de Navarra con la directora del Museo de Navarra, Mercedes Jover, el director general de General de Paz, Convivencia y Derechos Humanos, Martín Zabalza, y el director del congreso, Agustín González Enciso.

Con una frecuencia anual, la Sociedad suele organizar ciclos de conferencias en diferentes casas de cultura de localidads de Navarra, así como conferencias impartidas por sus socios y que suelen contar con el patrocinio del Gobierno Foral de Navarra.

## Actividades
Son esencialmente la organización de conferencias, congresos, coloquios, cursos de perfeccionamiento, exposiciones, etc. Actividades esencialmente relacionadas con la «divulgación científica de la Historia de Navarra.» Se les invita a todos los socios a participar y proponer actividades, siempre que se refieran a los acontecimientos históricos de la Comunidad Foral de Navarra. 

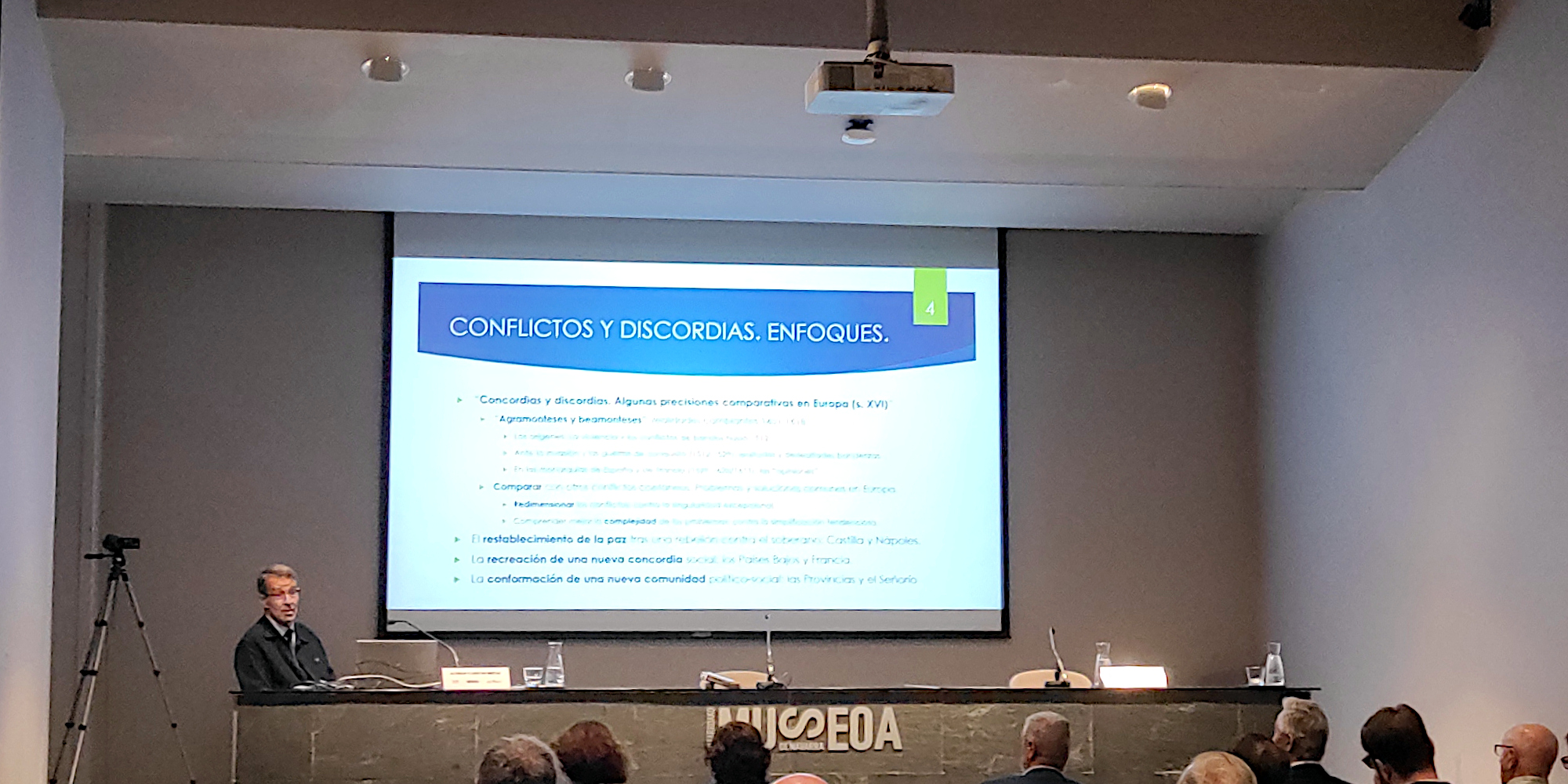
Conferencia inaugural del X Congreso General de Historia de Navarra impartida por el Prof. de la Universidad de Alcalá de Henares, Alfredo Floristán Imízcoz.

### Congreso General de Historia de Navarra
Cada cuatro años, desde 1988, la SEHN se encarga de la organización del Congreso General de Historia de Navarra, y de la posterior publicación de las correspondientes actas. Estos congresos están abiertos a la participación de cuantas personas, sean o no navarros, sean socios o no, estén vinculadas de una forma u otra con las áreas de la Historia de Navarra. Su finalidad es «dar a conocer las nuevas líneas de investigación, así como los avances en las distintas áreas de conocimiento en relación con la historia de Navarra.» 

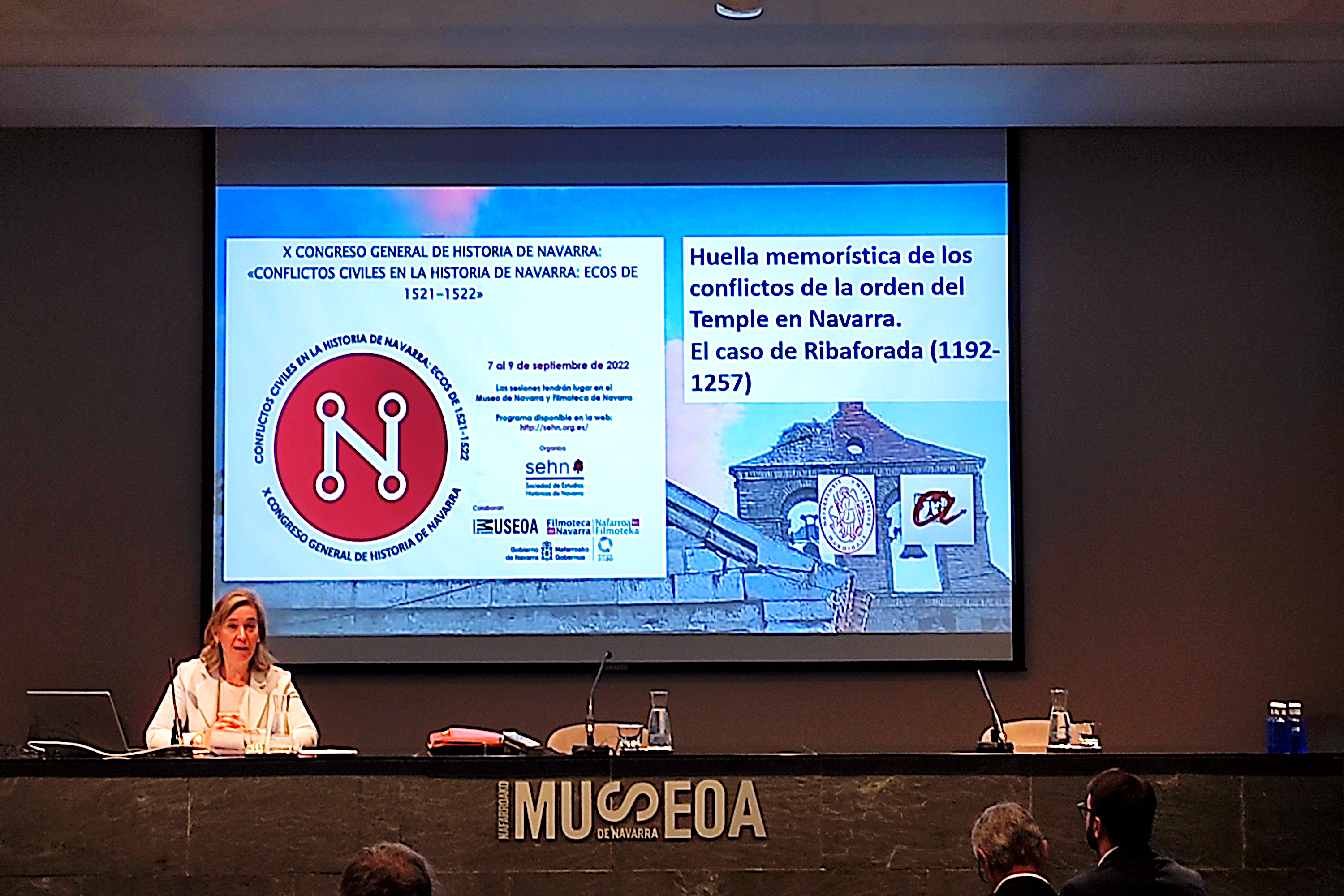
Primera ponencia del X Congreso General de Historia de Navarra a cargo de la Prof. de la Universidad de Navarra, Julia Pavón Benito.

Hasta la fecha se han celebrado nueve congresos, organizados por esta sociedad, salvo el primero que fue organizado directamente por la Institución Príncipe de Viana:
| Año  | Edición | Fechas                          | Título                                                           |
| ---- | ------- | ------------------------------- | ---------------------------------------------------------------- |
| 1986 | I       | 22-27 de septiembre             | Congreso General de Historia de Navarra                          |
| 1990 | II      | 24-28 de septiembre             | Congreso General de Historia de Navarra                          |
| 1996 | III     | 20-23 de septiembre             | Navarra y Europa                                                 |
| 1998 | IV      | 14-17 de septiembre             | Mito y realidad en la Historia de Navarra                        |
| 2002 | V       | 10-13 de septiembre             | Grupos sociales en la Historia de Navarra, relaciones y derechos |
| 2006 | VI      | 19-22 de septiembre             | Navarra memoria e imagen                                         |
| 2010 | VII     | 27 de septiembre - 1 de octubre | Navarra un espacio de cultura                                    |
| 2014 | VIII    | 22-25 de septiembre             | Navarra en un mundo global                                       |
| 2018 | IX      | 13-15 de septiembre             | Viejos y nuevos espacios de frontera                             |
| 2022 | X       | 7-9 de septiembre               | Conflictos civiles en la Historia de Navarra: ecos de 1521-1522  |